# Freesia viridis
Freesia viridis är en irisväxtart som först beskrevs av William Aiton, och fick sitt nu gällande namn av Peter Goldblatt och John Charles Manning. Freesia viridis ingår i släktet Freesia och familjen irisväxter. Inga underarter finns listade i Catalogue of Life.

## Bildgalleri

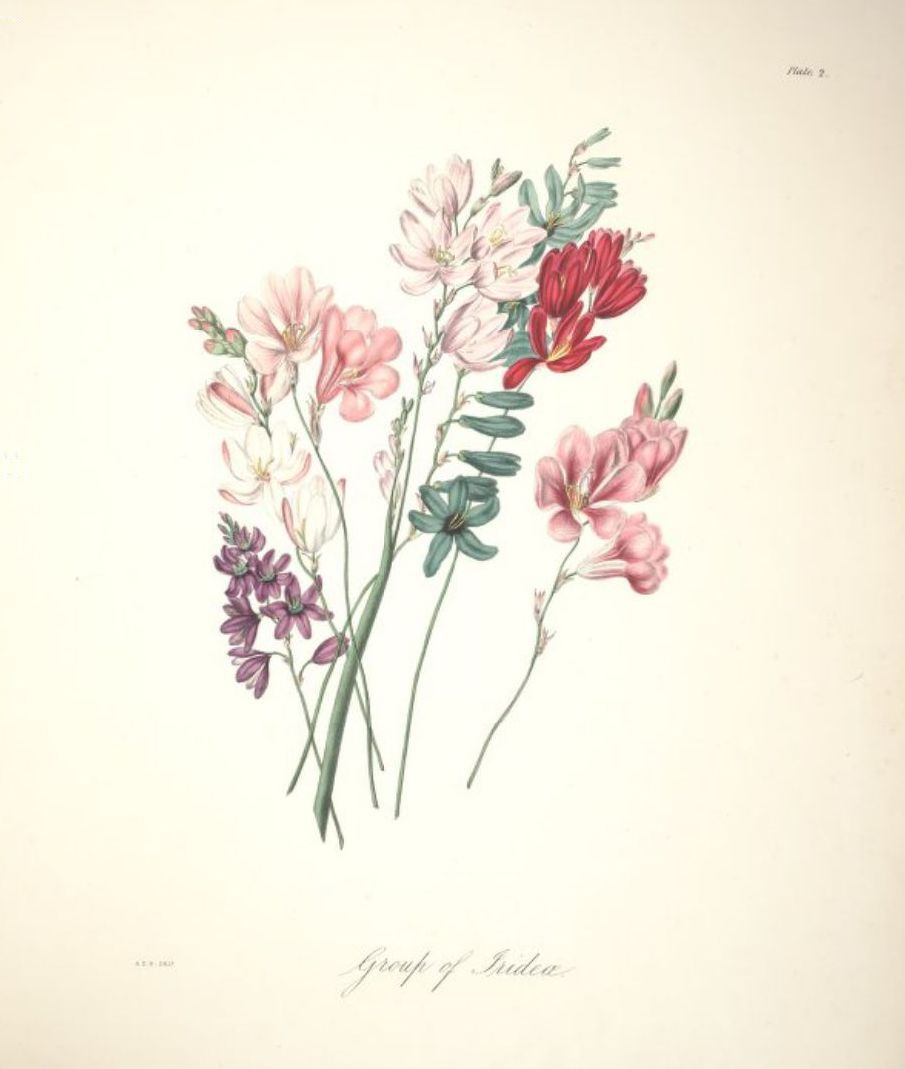
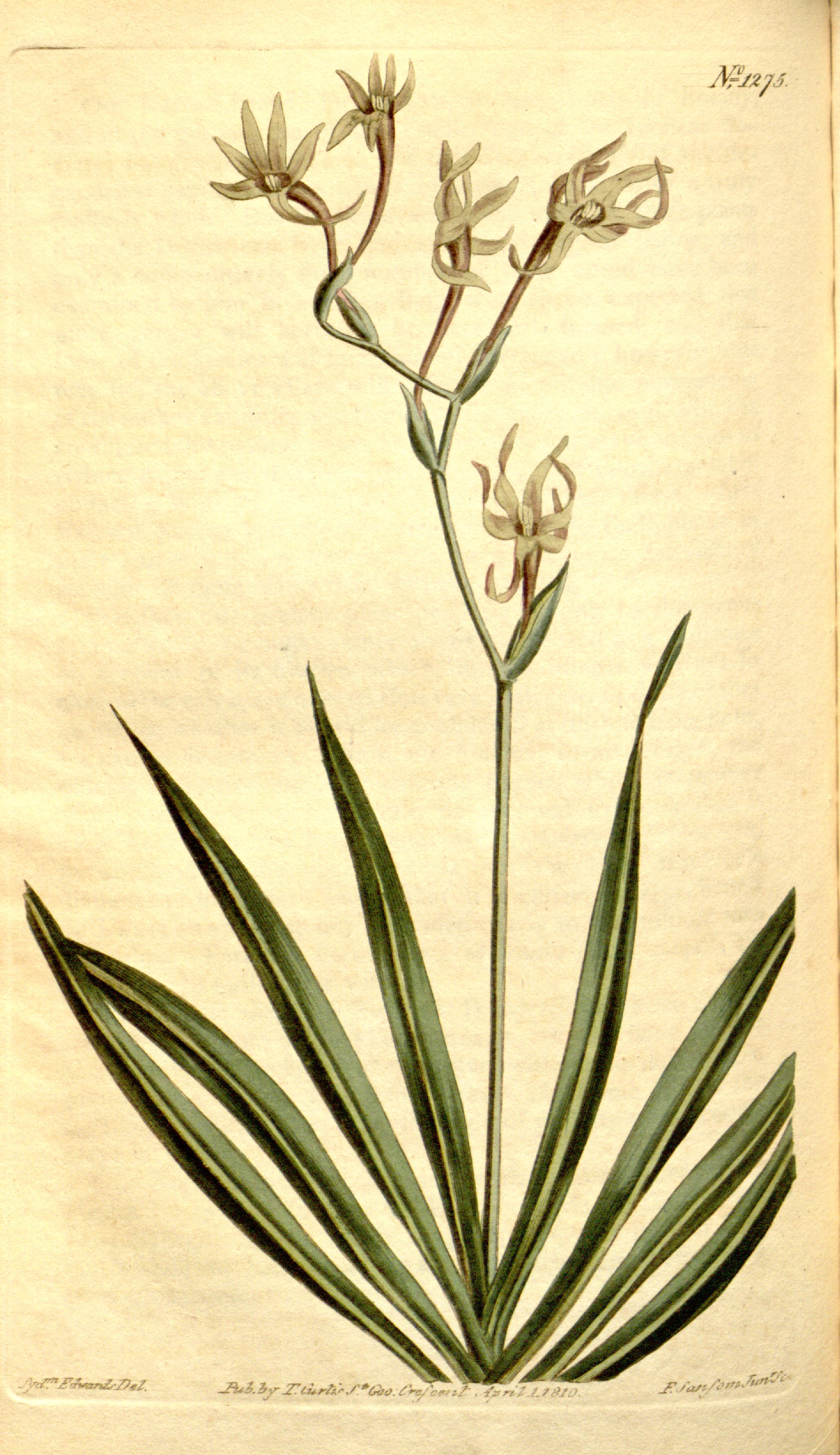